# Nowa Zelandia na Zimowych Igrzyskach Olimpijskich 2018
Nowa Zelandia na Zimowych Igrzyskach Olimpijskich 2018 – występ kadry sportowców reprezentujących Nową Zelandię na igrzyskach olimpijskich w Pjongczangu w 2018 roku.
W kadrze znalazło się 21 zawodników – 17 mężczyzn i 4 kobiety, przy czym ostatecznie w zawodach wzięło udział 20 sportowców (kontuzja wyeliminowała jednego snowboardzistę). Reprezentanci Nowej Zelandii wystąpili w 20 konkurencjach w 5 dyscyplinach sportowych.
Funkcję chorążego reprezentacji Nowej Zelandii podczas ceremonii otwarcia igrzysk pełnił narciarz dowolny Beau-James Wells, a podczas ceremonii zamknięcia – snowboardzistka Zoi Sadowski-Synnott. Reprezentacja Nowej Zelandii weszła na stadion jako siódma w kolejności, pomiędzy ekipami z Norwegii i Danii.
Był to 16. start reprezentacji Nowej Zelandii na zimowych igrzyskach olimpijskich i 40. start olimpijski, wliczając w to letnie występy.
Reprezentanci Nowej Zelandii zdobyli w Pjongczangu dwa brązowe medale, co dało im 26. miejsce w klasyfikacji medalowej igrzysk, ex aequo z Hiszpanią. Były to drugie w historii zimowe igrzyska i pierwsze od igrzysk w Albertville w 1992 roku, które Nowozelandczycy zakończyli z medalami. 

## Statystyki według dyscyplin
| Lp.     | Dyscyplina            | Mężczyźni | Kobiety | Łącznie |
| ------- | --------------------- | --------- | ------- | ------- |
| 1       | Łyżwiarstwo szybkie   | 3         | –       | 3       |
| 2       | Narciarstwo alpejskie | 2         | 1       | 3       |
| 3       | Narciarstwo dowolne   | 7         | 2       | 9       |
| 4       | Skeleton              | 1         | –       | 1       |
| 5       | Snowboarding          | 3         | 1       | 4       |
| Łącznie | Łącznie               | 16        | 4       | 20      |

## Zdobyte medale
| Medal | Zawodnik             | Dyscyplina          | Konkurencja       | Data      |
| ----- | -------------------- | ------------------- | ----------------- | --------- |
| Brąz  | Zoi Sadowski-Synnott | Snowboarding        | Big air kobiet    | 22 lutego |
| Brąz  | Nico Porteous        | Narciarstwo dowolne | Halfpipe mężczyzn | 22 lutego |

## Skład reprezentacji

### Łyżwiarstwo szybkie
| Konkurencja             | Zawodnik                             | Ćwierćfinał | Ćwierćfinał | Półfinał | Półfinał | Półfinał | Finał  | Finał   | Finał   |
| Konkurencja             | Zawodnik                             | Czas        | Miejsce     | Punkty   | Czas     | Miejsce  | Punkty | Czas    | Miejsce |
| ----------------------- | ------------------------------------ | ----------- | ----------- | -------- | -------- | -------- | ------ | ------- | ------- |
| Bieg na 1500 m mężczyzn | Reyon Kay                            | N/A         | N/A         | N/A      | N/A      | N/A      | N/A    | 1:47,81 | 26.     |
| Bieg na 1500 m mężczyzn | Peter Michael                        | N/A         | N/A         | N/A      | N/A      | N/A      | N/A    | 1:46,39 | 14.     |
| Bieg na 5000 m mężczyzn | Peter Michael                        | N/A         | N/A         | N/A      | N/A      | N/A      | N/A    | 6:14,07 | 4.      |
| Bieg masowy mężczyzn    | Reyon Kay                            | N/A         | N/A         | 0        | 9:17,99  | 12. nq   | NQ     | NQ      | NQ      |
| Bieg masowy mężczyzn    | Peter Michael                        | N/A         | N/A         | 60       | 7:55,10  | 1. Q     | 0      | 7:49,33 | 15.     |
| Bieg drużynowy mężczyzn | Shane Dobbin Reyon Kay Peter Michael | 3:41,18     | 4. Q        | N/A      | 3:39,53  | 2. QB    | N/A    | 3:43,54 | 4.      |

### Narciarstwo alpejskie
| Konkurencja            | Zawodnik       | Przejazd 1 | Przejazd 1 | Przejazd 2 | Przejazd 2 | Czas łączny | Miejsce |
| Konkurencja            | Zawodnik       | Czas       | Miejsce    | Czas       | Miejsce    | Czas łączny | Miejsce |
| ---------------------- | -------------- | ---------- | ---------- | ---------- | ---------- | ----------- | ------- |
| Slalom kobiet          | Alice Robinson | DNF        | DNF        | DNS        | DNS        | DNF         | DNF1    |
| Slalom gigant kobiet   | Alice Robinson | 1:16,66    | 37.        | 1:14,53    | 38.        | 2:31,19     | 35.     |
| Slalom mężczyzn        | Adam Barwood   | DNF        | DNF        | DNS        | DNS        | DNF         | DNF1    |
| Slalom mężczyzn        | Willis Feasey  | DNF        | DNF        | DNS        | DNS        | DNF         | DNF1    |
| Slalom gigant mężczyzn | Adam Barwood   | 1:13,41    | 40.        | 1:13,81    | 35.        | 2:27,22     | 34.     |
| Slalom gigant mężczyzn | Willis Feasey  | 1:14,48    | 42.        | 1:13,80    | 34.        | 2:28,28     | 36.     |
| Supergigant mężczyzn   | Adam Barwood   | —          | —          | —          | —          | 1:31,10     | 43.     |
| Supergigant mężczyzn   | Willis Feasey  | —          | —          | —          | —          | 1:28,59     | 37.     |

### Narciarstwo dowolne
| Konkurencja         | Zawodnik         | Kwalifikacje | Kwalifikacje | Kwalifikacje | Kwalifikacje | Kwalifikacje | Kwalifikacje | 1/8   | 1/4 | 1/2 | Finał | Finał | Finał | Finał | Finał | Miejsce |
| Konkurencja         | Zawodnik         | T            | P1           | P2           | P3           | W            | M            | 1/8   | 1/4 | 1/2 | T     | P1    | P2    | P3    | W     | Miejsce |
| ------------------- | ---------------- | ------------ | ------------ | ------------ | ------------ | ------------ | ------------ | ----- | --- | --- | ----- | ----- | ----- | ----- | ----- | ------- |
| Halfpipe kobiet     | Britt Hawes      | —            | 52,20        | 57,40        | —            | 57,40        | 21. nq       | —     | —   | —   | —     | NQ    | NQ    | NQ    | NQ    | 21.     |
| Halfpipe kobiet     | Janina Kuzma     | —            | 67,80        | 48,60        | —            | 67,80        | 16. nq       | —     | —   | —   | —     | NQ    | NQ    | NQ    | NQ    | 16.     |
| Slopestyle mężczyzn | Finn Bilous      | —            | 24,80        | 85,00        | —            | 85,00        | 13. nq       | —     | —   | —   | —     | NQ    | NQ    | NQ    | NQ    | 13.     |
| Slopestyle mężczyzn | Jackson Wells    | —            | 52,80        | 42,00        | —            | 52,80        | 25. nq       | —     | —   | —   | —     | NQ    | NQ    | NQ    | NQ    | 25.     |
| Halfpipe mężczyzn   | Miguel Porteous  | —            | 40,40        | 62,60        | —            | 62,60        | 17. nq       | —     | —   | —   | —     | NQ    | NQ    | NQ    | NQ    | 17.     |
| Halfpipe mężczyzn   | Nico Porteous    | —            | 51,20        | 72,80        | —            | 72,80        | 11. Q        | —     | —   | —   | —     | 82,40 | 94,80 | 30,00 | 94,80 | 3.      |
| Halfpipe mężczyzn   | Beau-James Wells | —            | 86,20        | 88,20        | —            | 88,20        | 5. Q         | —     | —   | —   | —     | 87,40 | 52,20 | 91,60 | 91,60 | 4.      |
| Halfpipe mężczyzn   | Byron Wells      | —            | 88,60        | 42,00        | —            | 88,60        | 4. Q         | —     | —   | —   | —     | DNS   | DNS   | DNS   | DNS   | 12.     |
| Skicross mężczyzn   | Jamie Prebble    | 1:10,48      | —            | —            | —            | —            | 25.          | 3. nq | NQ  | NQ  | —     | —     | —     | —     | NQ    | 24.     |

### Skeleton
| Konkurencja    | Zawodnik       | Ślizg 1 | Ślizg 1 | Ślizg 2 | Ślizg 2 | Ślizg 3 | Ślizg 3 | Ślizg 4 | Ślizg 4 | Czas łączny | Miejsce |
| Konkurencja    | Zawodnik       | Czas    | Miejsce | Czas    | Miejsce | Czas    | Miejsce | Czas    | Miejsce | Czas łączny | Miejsce |
| -------------- | -------------- | ------- | ------- | ------- | ------- | ------- | ------- | ------- | ------- | ----------- | ------- |
| Ślizg mężczyzn | Rhys Thornbury | 50,90   | 8.      | 51,03   | 10.     | 50,65   | 6.      | 52,14   | 20.     | 3:24,72     | 14.     |

### Snowboarding
Kwalifikację olimpijską zdobył również Tiarn Collins. Podczas treningu przed rywalizacją w slopestyle’u zawodnik doznał kontuzji, która wykluczyła go z igrzysk.
| Konkurencja              | Zawodnik             | Kwalifikacje | Kwalifikacje | Kwalifikacje | Kwalifikacje | 1/8   | 1/4 | 1/2 | Finał | Finał | Finał | Finał  | Miejsce |
| Konkurencja              | Zawodnik             | P1           | P2           | W            | M            | 1/8   | 1/4 | 1/2 | P1    | P2    | P3    | W      | Miejsce |
| ------------------------ | -------------------- | ------------ | ------------ | ------------ | ------------ | ----- | --- | --- | ----- | ----- | ----- | ------ | ------- |
| Big air kobiet           | Zoi Sadowski-Synnott | 72,75        | 92,00        | 92,00        | 5. Q         | —     | —   | —   | 65,50 | 92,00 | JNS   | 157,50 | 3.      |
| Slopestyle kobiet        | Zoi Sadowski-Synnott | —            | —            | —            | —            | —     | —   | —   | 26,70 | 48,38 | —     | 48,38  | 13.     |
| Big air mężczyzn         | Carlos Garcia Knight | 88,75        | 97,50        | 97,50        | 1. Q         | —     | —   | —   | JNS   | JNS   | 54,25 | 54,25  | 11.     |
| Halfpipe mężczyzn        | Rakai Tait           | 36,50        | 25,75        | 36,50        | 26. nq       | —     | —   | —   | NQ    | NQ    | NQ    | NQ     | 26.     |
| Slopestyle mężczyzn      | Carlos Garcia Knight | 80,10        | 40,20        | 80,10        | 2. Q         | —     | —   | —   | 78,60 | 52,98 | 24,35 | 78,60  | 5.      |
| Snowboard cross mężczyzn | Duncan Campbell      | 1:16,68      | DNF          | 1:16,68      | 36.          | 5. nq | NQ  | NQ  | —     | —     | —     | NQ     | 37.     |